# راي نوريس
راي نوريس هو قائد فرقة ‏ كندي، ولد في 1916، وتوفي في 21 ديسمبر 1958.